# Paya Abo
Paya Abo is een bestuurslaag in het regentschap Bireuen van de provincie Atjeh, Indonesië. Paya Abo telt 278 inwoners (volkstelling 2010).